# 林鴻年

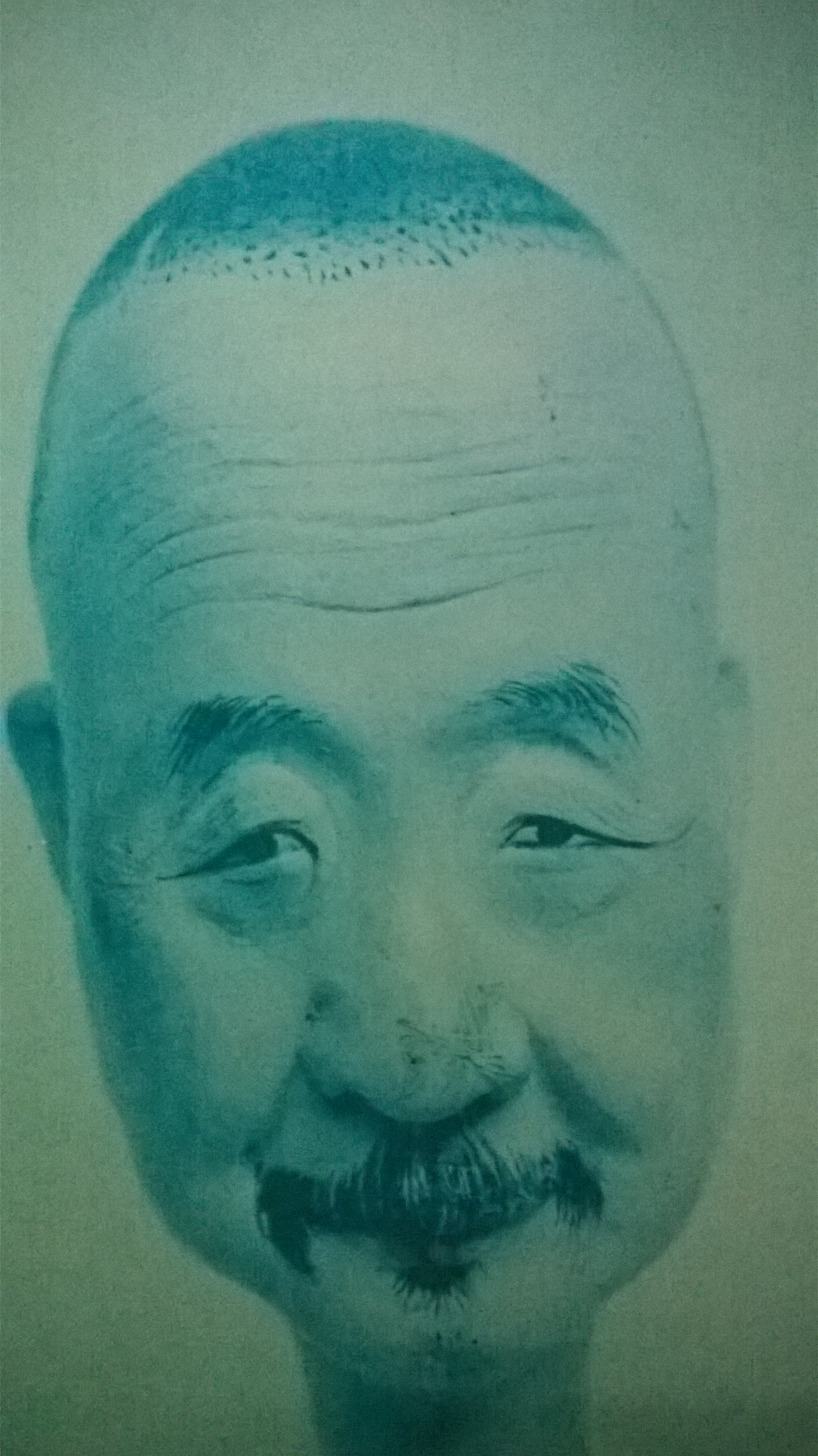
林鴻年

林 鴻年（りん こうねん、Lin Hongnian、1805年 - 1885年）、字は勿村。清朝の官僚。

## 生涯
福建省侯官県（現在の福州市）出身。1836年、状元として科挙に登第。1838年、琉球王国に冊封使として赴き、帰国後に160日間の滞在記録を『使琉球録』としてまとめた。1840年、山東郷試副主考官となり、さらに国史館協修、文淵閣校理、方略館纂修などの官職を歴任した。1846年、広東省瓊州府知府に任命され、1849年には雷瓊道代理となり、海賊対策に尽力した。太平天国の乱が発生すると団練を組織して功績をあげた。1859年より雲南省臨安府知府、雲南按察使、雲南布政使を歴任し、1864年に雲南巡撫となった。太平天国の影響を受けた諸反乱に対する軍事行動に従事していたが、1866年に「賊を恐れ兵を留めた」として解任された。帰郷後は正誼書院山長となり、多くの生徒を育てた。さらに道光『福建通志』の校閲にあたり序を書いた。1882年には特別に三品卿銜を与えられた。
著書に『松風山館詩抄』がある。